# Xã Riverside, Quận Lyon, Iowa
Xã Riverside (tiếng Anh: Riverside Township) là một xã thuộc quận Lyon, tiểu bang Iowa, Hoa Kỳ. Năm 2010, dân số của xã này là 412 người.